# Vilho Hietanen
Pour les articles homonymes, voir Aaltonen.
Vilho Hietanen, né le 27 avril 1916 et mort le 15 septembre 1990 est un pilote de rallyes finlandais, vainqueur du rallye des 1000 lacs en 1953, lors de sa 3e édition, sur Allard J2 Sport (copilote Olof Hixén). 